# Álvaro Noronha da Costa
Álvaro Noronha da Costa (Vassouras, 21 de abril de 1921 – 28 de março de 2002) foi um farmacêutico brasileiro.
Foi eleito membro da Academia Nacional de Medicina em 1962, sucedendo Paulo Seabra na Cadeira 91, que tem Orlando da Fonseca Rangel como patrono.